# Triumph Legend TT
La Triumph Legend TT è una motocicletta di grossa cilindrata (885 cm³) prodotta dalla casa motociclistica inglese Triumph dal 1998 al 2001.

## Descrizione
La moto monta un motore a tre cilindri in linea derivato dalla Triumph Thunderbird 900, dalla cilindrata di 885 cm³ a quattro tempi dotato di sistema di raffreddamento a liquido, che produce una potenza massima 69 CV (51 kW) a 8000 giri/min e una coppia di 68 Nm a 4800 giri/min. La distribuzione è a due alberi a camme in testa (DOHC) a 12 valvole, 4 per cilindro, che viene gestito da un cambio a 5 rapporti ad innesti frontali. Esteticamente si caratterizzava per il motore verniciato a polvere in nero satinato, il serbatoio del carburante "a goccia", silenziatori dello scarico con cono inverso e ruote a raggi su cerchi cromati da 17 pollici.